# 11475 Velinský
11475 Velinský è un asteroide della fascia principale. Scoperto nel 1982, presenta un'orbita caratterizzata da un semiasse maggiore pari a 2,2701497 UA e da un'eccentricità di 0,1043143, inclinata di 9,02728° rispetto all'eclittica.
L'asteroide è dedicato allo scrittore ceco Jaroslav Velinský.